# Tom Chessell
Thomas „Tom“ Edmond Malcolm Chessell (* 1. April 1914 in Ashfield, New South Wales; † 9. Mai 1992 in Chevron Island, Queensland) war ein australischer Ruderer. 1952 war er Olympiadritter mit dem australischen Achter.

## Sportliche Karriere
Tom Chessell war Steuermann und Trainer beim Sydney Rowing Club und gehörte in den Jahren 1950 bis 1952 der Ruderauswahl von New South Wales an.
1952 trat der australische Achter in der Besetzung Bob Tinning, Ernest Chapman, Nimrod Greenwood, Mervyn Finlay, Edward Pain, Phil Cayzer, Geoff Williamson, David Anderson und Steuermann Tom Chessell bei den Olympischen Spielen in Helsinki an. Im ersten Vorlauf belegten die Australier den zweiten Platz hinter den Jugoslawen. Im zweiten Halbfinale erreichten sie das Ziel als Dritte hinter den Booten aus den Vereinigten Staaten und aus der Sowjetunion, konnten sich aber als Sieger des ersten Hoffnungslaufs gegen die Jugoslawen durchsetzen. Im Finale siegte das Boot aus den Vereinigten Staaten wie im Halbfinale vor dem Boot aus der Sowjetunion und den Australiern.